# Sveti Hubert
Sveti Hubert, imenovan tudi Apostol Ardenov, škof v Liègu (danes Belgija), svetnik, * okoli 656 do 658, verjetno Toulouse, † 30. maj 727, Tervuren blizu Bruslja.
Sveti Hubert je zavetnik lovcev, matematikov, optikov in kovinarjev, do 20. stoletja pa so se obračali nanj tudi pri zdravljenju stekline s pomočjo tradicionalnega Hubertovega ključa. Hubert je bil splošno češčen v srednjem veku. Ikonografija njegove zgodbe je tesno prepletena z zgodbo svetega Evstahija. 

## Mladost
Hubert je bil sin in zakoniti naslednik Boggisa (imenovanega tudi Bertrand), vojvode Akvitanije. Boggisova žena je v hagiografijah različno imenovana kot Hugbern ali Afre, hkrati pa sestra svete Ode ali kar Oda sama. To bi lahko bila domnevna oznaka ženske nižjega stanu, kakor je tudi bilo značilno v merovinški kulturi, ko so kralji dobili dediča po kmečki ženski. Sodobno rodoslovje pogosto uvršča Odo ali Audo kot Boggisovo ženo in mater Hubertovega brata Euda (Oda).
Še kot mladeniča so Huberta poslali na nevstrijski dvor Teoderika III. v Paris, kjer je s svojo milino in uglajenim naslavljanjem dosegel čast palatinskega grofa. Kot mnogo takratnjih plemičev, je bil tudi Hubert predan lovu. Medtem je majordom Ebroin s svojim tiranskim vodenjem povzročil splošen prebeg plemičev in drugih ljudi na avstrazijski dvor v Metz. Kmalu jim je sledil tudi Hubert, tam pa ga je toplo sprejel majordom Pipin Srednji, ki mu je kaj kmalu zaupal nalogo glavnega upravitelja dvora. Približno takrat (682) se je Hubert poročil s Floribanno, hčerjo Dagoberta, grofa Leovna. Njun sin Floribert je kasneje postal škof Lièga, saj so bile vse škofije, razen določenih fevdov, v pomembnih merovinških družinah dedne.

## Hubertov umik in spreobrnjenje
Njegova žena je pri porodu sina umrla, zato se je Hubert umaknil iz dvora v gozdove Ardenov in se popolnoma predal lovu. Toda velika duhovna preobrazba je že bila na vidiku. Zjutraj na veliki petek, ko so se verniki gnetli po cerkvah, se je Hubert podal ven na lov. Ko je zalezoval velikega jelena, se je žival obrnila in Hubert je od začudenja obstal kakor vkopan, ko je med rogovi zapazi križ in zaslišal glas: "Hubert, če se ne spreobrneš h Gospodu in si prizadevaš za sveto življenje, boš hitro pristal v peklu." Hubert je razjahal, se vrgel na tla in rekel: "Gospod, kaj bi želel, da ukrenem?" Dobil je odgovor: "Pojdi in najdi Lamberta in on te bo poučil."
Ta zgodba o jelenu se najprej pojavi v eni od kasnejših legendarnih hagiografij (Bibliotheca hagiographica latina) in je bila prevzeta po zgodbi svetega Evstahija ali Placida. Prvič je bila pripisana svetemu Hubertu v 15. stoletju.

## Hubert kot duhovnik in škof
Hubert se je nemudoma odpravil v Maastricht, kjer je bil Lambert (kasneje pravtako proglašen za svetnika) škof. Ta ga je prijazno sprejel in postal njegov duhovni vodja. Hubert se je odpovedal svojim pomembnim častem in prepustil svojo pravico prvorojenstva do Akvitanije v korist svojega brata Oda, ki mu je zaupal tudi skrbništvo nad svojim mladoletnim sinom Floribertom. Ko je vse svoje imetje razdelil med uboge, je začel s študijem bogoslovja, kmalu postal duhovnik in nedolgo zatem postal eden izmed Lambertovih predstojnikov pri upravljanju škofije. Po Lambertovem nasvetu se je Hubert leta 708 odpravil na romanje v Rim, v njegovi odsotnosti pa so Lamberta ubili Pipinovi privrženci. Po pripovedovanju hagiografij je istočasno preko videnja za dogodek zvedel tudi papež, skupaj z napotilom, da Huberta imenuje za maastrichtskega škofa.
Svoje škofovske dohodke je razdelil med revne, bil je zelo vztrajen pri postu in molitvi in postal slaven kot pridigar. Leta 720 je zaradi videnja, ki ga je imel, dal v velikem slavju in obredju premestiti Lambertove relikvije v Liège, pri čemer je sodelovalo nekaj sosednjih škofov. Na kraju Lambertovega mučeništva so zgradili baziliko, ki je naslednje leto postala tudi stolnica, kot sedež škofije, ki je bil iz Maastrichta prenešen v Liège, takrat majhno vasico. To jo povzročilo kasnejšo veličino mesta, katerega zavetnik je sveti Lambert, Hubert pa kot njegov ostanovitelj in prvi škof.
Hubert je dejavno oznanjal evangelij med pogani širom Ardenskih gozdov in Toksandrije, območja, ki se razteza skoraj od Tongerna pa do sotočja rek Wall in Rena.
Hubert je umrl mirno v Furi v Brabantu 30. maja 727 ali 728. Najprej je bil pokopan v stolnici svetega Pavla v Liègu, a so njegove kosti leta 825 pokopali v benediktinski opatiji Amdain ("Andagium", francosko "Andage", današnji Saint-Hubert, Belgium) v Ardenih. Opatija je postala romarsko središče, vse dokler ni krsta z ostanki med reformacijo izginila. Njegov god je 3. november, ki je verjetno datum prenosa relikvij v Amdain.

## Češčenje
Sveti Hubert je bil zelo češčen v srednjem veku in zaradi njegovega plemiškega porekla se je nekaj vojaških redov poimenovalo po njem: bavarski, češki in red kölnskega nadškofa. Sveti Hubert je zavetnik lokostrelcev, gozdarjev, lovcev, kovinarjev, talilcev, Lièga in Saint-Lamberga v Belgiji. Skupaj z svetim Kvirinom iz Neussa, sveti Kornelijem ter svetim Anton Puščavnikom je bil v Porenju češčen kot eden izmed štirih svetih maršalov (Vier Marschälle Gottes). Leta 1444 je bil ustanovljen tudi Red svetega Huberta, ki ga je ustanovil Gerhard V. iz Jülicha in Berga.